# Maria Giulia Confalonieri
Maria Giulia Confalonieri (Giussano, 30 de marzo de 1993) es una deportista italiana que compite en ciclismo en las modalidades de pista y ruta.
Ganó una medalla de bronce en el Campeonato Mundial de Ciclismo en Pista de 2018 y cuatro medallas en el Campeonato Europeo de Ciclismo en Pista entre los años 2014 y 2019.

## Medallero internacional
| Campeonato Mundial | Campeonato Mundial       | Campeonato Mundial | Campeonato Mundial      |
| Año                | Lugar                    | Medalla            | Competición             |
| ------------------ | ------------------------ | ------------------ | ----------------------- |
| 2018               | Apeldoorn (Países Bajos) | Medalla de bronce  | Madison                 |
| Campeonato Europeo |                          |                    |                         |
| Año                | Lugar                    | Medalla            | Competición             |
| 2014               | Baie-Mahault (Francia)   | Medalla de bronce  | Persecución por equipos |
| 2017               | Berlín (Alemania)        | Medalla de bronce  | Eliminación             |
| 2018               | Glasgow (Reino Unido)    | Medalla de oro     | Puntuación              |
| 2019               | Apeldoorn (Países Bajos) | Medalla de oro     | Puntuación              |

1. ↑  Compitió en la ronda de clasificación.

## Palmarés
2014
- 3.ª en el Campeonato de Italia en Ruta

2022
- Tour de la Semois

## Equipos
- Faren (2012-2014)
  - Faren-Honda Team (2012)
  - Faren-Let's Go Finland (2013)
  - Estado de México-Faren Kuota (2014)
- Alé Cipollini (2015)
- Lensworld (2016-2017)
  - Lensworld-Zannata (2016)
  - Lensworld-Kuota (2017)
- Valcar (2018-2019)
  - Valcar PBM (2018)
  - Valcar Cylance Cycling (2019)
- Ceratizit-WNT Pro Cycling (2020-2022)
- Uno-X (2023-)
  - Uno-X Pro Cycling (2023)
  - Uno-X Mobility (2024)